# جون تشارلز ووكر
جون تشارلز ووكر (بالإنجليزية: John Charles Walker)‏ هو عالم كيمياء حيوية أمريكي، ولد في 6 يوليو 1893 في راسين في الولايات المتحدة، وتوفي في 25 نوفمبر 1994 في سن في الولايات المتحدة.